# Hello Little Girl
Hello Little Girl is een lied geschreven door John Lennon in 1957. Het is het eerste lied dat hij schreef; hij vertelde ooit dat hij geïnspireerd was door een liedje uit de jaren dertig of veertig dat zijn moeder voor hem had gezongen. Het was een van de liedjes die The Beatles speelden bij hun onsuccesvolle auditie bij Decca Records in 1962. Eerder hadden ze het nummer opgenomen met een eigen bandrecorder, met Stuart Sutcliffe nog op basgitaar; deze versie is nooit op een legale plaat uitgekomen; er bestaan wel illegale uitgaven. De versie zoals The Beatles die speelden tijdens hun auditie, verscheen in 1995 op het verzamelalbum Anthology 1. De drumpartij is nog van Pete Best; de zanger is John Lennon.
In 1963 nam de Engelse Merseybeatgroep The Fourmost het nummer op in de Abbey Road Studios in Londen met George Martin als producer. Twee weken later nam collega-groep Gerry & The Pacemakers hetzelfde nummer op, maar de versie van The Fourmost werd als single uitgebracht en bereikte de negende plaats in de Engelse hitparade.
De versie van The Fourmost staat (samen met hun nummer I'm in Love, dat John Lennon en Paul McCartney speciaal voor hen hadden geschreven, en nummers gespeeld en gezongen door onder anderen Billy J. Kramer with The Dakotas, Peter & Gordon, Cilla Black en The Applejacks) op het album The Songs Lennon and McCartney Gave Away uit 1971.
In de biografische film Nowhere Boy over de jeugd van John Lennon uit 2009 komt een scène voor waarin John Lennon Hello Little Girl voorzingt aan Paul McCartney.

## Demoversie
Een demo-single met de versies van Hello Little Girl en Till There Was You zoals The Beatles die brachten tijdens hun auditie bij Decca, werd in maart 2016 op een veiling aangeboden; kenners noemden deze single een 'heilige graal' van de band. Beatles-manager Brian Epstein had deze demo laten vervaardigen aan de hand van de tape met de Decca-opnamen. Hij gaf de demo aan George Martin om diens belangstelling voor de groep te wekken. Later kreeg hij de demo weer terug en gaf hij die door aan Gerry & The Pacemakers als steuntje bij hun eigen opname van Hello Little Girl. Les Maguire, de toetsenist van de band, bewaarde het plaatje meer dan vijftig jaar alvorens het te laten veilen.